# Fındıklı (Rize)
Fındıklı (lasisch Vi3'e) ist eine türkische Küstenstadt am Schwarzen Meer und Hauptort des gleichnamigen Landkreises (İlçe) in der Provinz Rize. Die Stadt liegt ca. 60 km nordöstlich der Provinzhauptstadt Rize. Laut Stadtsiegel wurde der Ort 1948 in den Status einer Gemeinde (Belediye) erhoben.
Der Landkreis Fındıklı bildet die nordöstliche Grenze der Provinz Rize und grenzt im Nordosten und Südosten an die Provinz  Artvin sowie im Westen und Südwesten an den Kreis Ardeşen. Der Kreis wurde 1948 gebildet und besteht neben der Kreisstadt (65,2 % der Kreisbevölkerung) aus 23 Dörfern (Köy) mit durchschnittlich 255 Bewohnern. Die Skala der Einwohnerzahlen reicht von 838 (Sümer) herunter bis auf 32 (Karaali). Zehn der Dörfer haben mehr Einwohner als der Durchschnitt. Der Kreis erreicht mit seiner Bevölkerungsdichte (44,0 Einw. je km²) gerade die Hälfte des Provinzwertes (89,8).
Hauptflüsse im Landkreis sind Arılı Deresi im Süden und Çağlayan Deresi im Norden.